# Resolución de una fotografía digital aérea

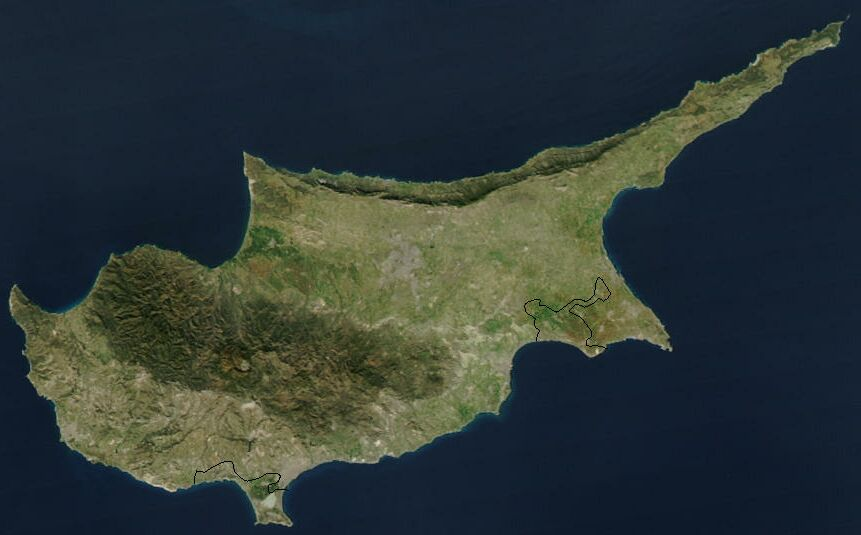
Imagen satelital de Chipre. Dado que la isla mide unos 210 km de este a oeste, y que la fotografía del ejemplo tiene 861 píxeles de anchura, su resolución sería de unos 0,25 km por pixel

En teledetección, la resolución de una fotografía digital aérea del terreno (tomada desde el aire o desde el espacio), es la distancia entre el centro de píxeles contiguos medida sobre el terreno fotografiado. Este parámetro, conocido en inglés como ground sample distance o GSD, da una indicación del tamaño mínimo de un objeto potencialmente distinguible en la fotografía. Por ejemplo, en una imagen con una GSD de un metro, las ubicaciones de los píxeles adyacentes de la imagen están a 1 metro de distancia sobre el suelo. La GSD es una medida del límite de la resolución espacial o de la resolución de imagen, es decir, del límite debido al muestreo que requiere la formación de una imagen digital.
También se conoce como intervalo de muestra proyectado en el suelo (GSI) y está relacionada con el campo de visión instantáneo proyectado en el suelo (GIFOV).